# Yona Friedman
János Antal Friedman conocido como Yona Friedman, (nacido el 5 de junio de 1923 en Budapest y murió el 14 de diciembre de 2019 - anunciado el 21 de febrero de 2020 por la prensa) fue un arquitecto y urbanista francés. Conocido por su teoría de la arquitectura móvil.

## Biografía
Nacido en Budapest, Hungría, en 1923, en una familia judía étnicamente, lo que le planteó problemas debido a las leyes de cuotas antisemitas en las universidades. Yona Friedman ha pasado por la Segunda Guerra Mundial escapando de los rodeos nazis y vivió durante aproximadamente una década en la ciudad de Haifa en Israel antes de mudarse permanentemente a París en 1957. Se naturalizó ciudadano francés en 1966.
La obra de Friedman abarca modelos urbanísticos, textos teóricos, películas de animación. Ha participado en numerosas bienales de arte (Shanghái, Venecia, etc.) y también en la documenta 11 del año 2002 en Kassel, donde exponía Dibujos y modelos.
En 1958 publica el manifiesto L'Architecture Mobile, que constituye a su vez el documento fundacional del "Groupe d'étude d'architecture mobile (GEAM)". Desarrolla conceptos espaciales urbanos como "La Ville Spatiale". Las ideas de estos manifiestos fueron visionarias y adelantadas a su época; las megaestructuras sobre ciudades existentes, en las cuales los ciudadanos podrían reconfigurar su vida futura de manera flexible, ocuparon a varias generaciones de arquitectos y urbanistas. Conjuntamente con Ionel Schein, Walter Jonas y otros, fundó en 1965 el "Groupe International d'Architecture Prospective" (GIAP).

## Proyectos
- 1953: Cylindrical Shelters, propuesta de construcciones para inmigrantes
- 1957/1958: Span-Over Blocks, proyecto de estructura urbana elevada (parte del manifiesto "L'Architecture Mobile")
- 1958: Cabins for the Sahara, propuesta de vivienda para África del Norte
- 1959: Paris Spatial, proyecto de estructura espacial encima de París
- 1963: Seven Bridge Towns to link Four Continents, proyecto de ciudades-puente en Gibraltar, Canal de Suez y Canal de la Mancha
- 1963: Bridge Town over the English Channel, proyecto detallado (con Eckhard Schulze-Fielitz) en el contexto de la discusión sobre el Túnel del Canal
- 1980: Manilla Squatter Settlement, propuesta de autoconstrucción de viviendas en barrios urbanos carenciados
- 1989: Musée des Sciences de La Villette, París, pabellón de hidrotecnología, con Eda Schaur
- 1992: proyecto de viviendas para marginados en París
- 1994: Haram es Sharif, Jerusalén: "estructura techo"

## Literatura
- Toward a Scientific Architecture. MIT Press 1975, ISBN 0-262-56019-4
- Meine Fibel. Vieweg 1982, ISBN 3-528-08856-7
- Machbare Utopien. Absage an geläufige Zukunftsmodelle. Fischer 1983, ISBN 3-596-24018-2
- Pro Domo. ACTAR D (Barcelona) 2006, ISBN 84-96540-51-0

- Sabine Lebesque, Helene Fentener Van Vlissingen: "Yona Friedman: Between Structure and Coincidence", Netherlands Architecture Institute 1999, ISBN 90-5662-108-4
- Reyner Banham: "Megastructure. Urban Futures of the Recent Past." Thames and Hudson UK 1976/ Harper & Row Publishers 1977
- Yona Friedman. Hans Ulrich Obrist (The Conversation Series Band 7), Verlag der Buchhandlung Walther König, Köln 2007, ISBN 978-3-86560-171-1
- María Inés Rodríguez, et al: "Arquitectura con la gente, por la gente, para la gente/ architecture with the people, by the people, for the people: Yona Friedman".MUSAC, España. ISBN 978-84-92861-94-1